# 부산남부경찰서
부산남부경찰서(釜山南部警察署, Busan Nambu Police Station)는 부산광역시경찰청이 관할하는 경찰서 중 하나이다. 부산광역시 남구 일대와 수영구 일부를 관할한다. 부산광역시 남구 황령대로319번가길 81 (대연동)에 위치하고 있다.
서장은 총경으로 보한다.

## 관할 지구대·파출소
| 명칭       | 사진 | 주소                                 | 관할구역          | 치안센터                                  |
| ---------- | ---- | ------------------------------------ | ----------------- | ----------------------------------------- |
| 문현지구대 |      | 남구 고동골로 35 (문현동)            | 문현동            | 문현2치안센터 문현4치안센터               |
| 용당파출소 |      | 남구 신선로 318 (용당동)             | 용당동            |                                           |
| 감만파출소 |      | 남구 우암로 86 (감만동)              | 감만1·2동         |                                           |
| 용호지구대 |      | 남구 분포로 1 (용호동)               | 용호동            | 용호1치안센터 용호2치안센터 용호3치안센터 |
| 대연지구대 |      | 남구 수영로 328 (대연동)             | 대연동1·2·3·4동   | 대연1치안센터 대연4치안센터               |
| 광남지구대 |      | 수영구 수영로554번길 52 (광안동)     | 남천동, 광안2·4동 | 광안4치안센터 남천1치안센터 남천2치안센터 |
| 광민지구대 |      | 수영구 광안해변로295번길 22 (민락동) | 민락동, 광안1·3동 | 광안1치안센터 민락2치안센터               |
| 못골파출소 |      | 남구 진남로46번길 37 (대연동)        | 대연5·6동         |                                           |
| 우암파출소 |      | 남구 우암로 170 (우암동)             | 우암동            |                                           |

## 같이 보기
- 부산광역시지방경찰청